# Cascade de la Pissoire
La cascade de la Pissoire est une chute d'eau du massif des Vosges située sur la commune de Vagney.

## Géographie
La cascade de la Pissoire se trouve sur le ruisseau de la Pissoire, un sous-affluent du Rhin par la Moselle, la Moselotte et la Cleurie. Elle se trouve sur le territoire de la commune de Vagney, entre l'écart de Bouvacôte (commune du Tholy) et le village du Haut du Tôt (commune de Sapois et Vagney),.